# 白鹅潭大湾区艺术中心
白鹅潭大湾区艺术中心，是中华人民共和国广东省广州市的一个公共文化设施，位于荔湾区花地街道白鹅潭商务区，于2024年4月28日正式启用。

## 建筑
艺术中心由华南理工大学建筑设计研究院何镜堂领衔团队设计，中国建筑第三工程局承建，总用地面积为75,799平方米，总建筑面积为143,815.92平方米，建筑高度78.5米，地上最高11层，地下2层。
艺术中心以“文化巨轮、时光拱廊、鹅潭写意、云山艺境”为设计概念，犹如停泊在珠江岸边的轮船。

## 组成
为节省投资、减少重复建设，同时为聚集公共资源，艺术中心以“三馆合一”模式合并建设，包含广东美术馆（白鹅潭馆区）、广东省非物质文化遗产馆和广东文学馆。

### 广东美术馆
广东美术馆（白鹅潭馆区、新馆，含广东当代美术馆）位于艺术中心东部，地上建筑11层，建筑面积6.5万平方米（不含公共区域），展陈面积2.5万平方米，拥有21个展厅。
广东美术馆白鹅潭馆区将与二沙岛馆区错位发展。白鹅潭馆区将更多聚焦当代艺术作品和国际艺术交流合作，广州三年展、广州影像三年展、广州设计三年展等项目亦将移至该馆区。

### 广东省非物质文化遗产馆
广东非物质文化遗产馆位于艺术中心西部，地上建筑5层，建筑面积2.59万平方米，展陈面积1.04万平方米。

### 广东文学馆
广东文学馆位于艺术中心中部，地上建筑8层、地下2层，高52.3米，建筑面积1.84万平方米，展陈面积0.54万平方米。

## 历史

### 背景
2010年，广东省发布《广东省建设文化强省规划纲要（2011—2020年）》，当中将广东文学馆、广东非物质文化遗产展示中心、广东当代美术馆、广东美术馆改扩建工程等项目纳入重点建设项目。
广东美术馆方面曾在2010年8月与一地产公司共同接下员村热电厂改造工程，并计划改建为广东当代美术馆；但随着该地块被收回，项目流产。此后，广东美术馆方面一度筹划在二沙岛旧馆基础上新建广东当代美术馆。
而广东文学馆，在多处比选后，一度在2016年选址广州大学城星汇文翰小区旁。专家评审时一度因设计方案与周边环境不协调而遭质疑。

### 建设
2018年9月8日，广东省政府决定将广东当代美术馆、广东非物质文化遗产展示中心、广东文学馆“三馆合一”合并建设。2019年4月，项目选址白鹅潭产业金融服务创新区的核心区。
2019年12月27日，项目奠基。2020年5月，施工方进场；同年10月，项目正式开工。
2021年9月，地下室结构施工完成；2022年5月，主体结构全面封顶。同年，“三馆合一”项目正式定名“白鹅潭大湾区艺术中心”。

### 启用
2024年4月28日，艺术中心正式启用；5月1日，艺术中心正式对公众开放。

## 奖项
2023年5月，艺术中心获颁第十五届“中国钢结构金奖”（第二批）。
2024年2月，艺术中心入选“广州十大文化地标”。